# Amy & Isabelle
Amy & Isabelle é um telefilme de 2001 produzido pela Harpo Films de Oprah Winfrey como parte de sua linha de filmes "Oprah Winfrey Presents". Foi dirigido por Lloyd Kramer, que já havia dirigido outro filme sob o banner "Oprah Winfrey Presents", Oprah Winfrey Presents: Mitch Albom's For One More Day. O livro é baseado no livro de Elizabeth Strout, Amy and Isabelle, de 1998, e é estrelado por Elisabeth Shue e Hanna Hall como Isabelle e sua filha Amy.
As filmagens aconteceram na Carolina do Sul e o filme foi ao ar na ABC em 4 de março de 2001.

## Sinopse
Isabelle e Amy Goodman são mãe e filha que moram atualmente na pequena cidade de Shirley Falls. As duas estão frequentemente em conflito, algo em parte porque Isabelle mantém todos à distância, o que prejudica seu relacionamento com a filha. Quando sua filha conhece Peter Robertson, um professor substituto de matemática em sua escola, ela rapidamente se apaixona por ele - algo que Peter está muito disposto a explorar para seus próprios propósitos. Eventualmente, esse relacionamento se torna público, gerando fofoca pública e causando uma briga entre Amy e Isabelle que quase destrói completamente seus laços.

## Elenco
- Elisabeth Shue como Isabelle Goodman
- Hanna Hall como Amy Goodman
- Martin Donovan como Peter Robertson
- Conchata Ferrell como Bev
- Viola Davis como Dottie
- Marylouise Burke como Arlene
- Amy Wright como Rosie
- Ann Dowd como Lenora
- Stephi Lineburg como Stacy

## Recepção
A recepção da crítica ao filme foi mista. A Time comentou que o filme "aumenta o melodrama" enquanto elogia a atuação de Shue, e a People Magazine afirmou que era "muito dependente da narração em off, e o filme acaba por se transformar em uma revelação que eu achei previsível e implausível. Felizmente, tem o que é mais importante: personagens com os quais vale a pena se preocupar". Dove Media também foi confuso em sua opinião, pois eles acharam que era uma "apresentação bem-atuada, com uma mensagem de relacionamentos de cura e aceitação das fraquezas dos outros", embora também considerassem "deprimente e insatisfatório".
A audiência do filme foi alta, com 19,4 milhões de espectadores sintonizando a ABC.